# Ayoub Salem
Pour les articles homonymes, voir Salem.
Ayoub Salem, né le 18 septembre 2002, est un haltérophile tunisien.

## Carrière
Ayoub Salem dispute les championnats d'Afrique 2022 au Caire dans la catégorie des moins de 67 kg ; il est médaillé d'argent à l'arraché et médaillé de bronze à l'épaulé-jeté ainsi qu'au total.
Il remporte aux championnats d'Afrique 2023 à Tunis la médaille d'or à l'épaulé-jeté et au total, et la médaille d'argent à l'arraché dans la catégorie des moins de 67 kg.
Dans cette même catégorie, il est triple médaillé d'argent aux championnats d'Afrique 2024 à Ismaïlia et obtient lors des Jeux africains à Accra la même année une médaille d'argent à l'arraché et deux médailles de bronze, à l'épaulé-jeté et au total.
Il est médaillé d'argent à l'épaulé-jeté et médaillé de bronze à l'arraché ainsi qu'au total dans la catégorie des moins de 67 kg aux championnats d'Afrique 2025 à Moka.